# Khanderao II Gaekwad
Khanderao II Gaekwad (Baroda, 1828 – Baroda, 1870) fu maharaja di Baroda dal 1856 al 1870.

## Biografia
Figlio terzogenito del maharaja Sayajirao Gaekwad II, succedette al trono dei suoi antenati dopo la morte del suo fratello maggiore, il maharaja Ganpatrao Gaekwad il 19 novembre 1856 e rimase in carica sino alla propria morte, il 28 novembre 1870. Nel 1861, per fedeltà al British Raj, ottenne la croce di Gran Commendatore dell'Ordine della Stella d'India, su concessione della regina Vittoria. Morì improvvisamente nel 1870 e venne succeduto da suo fratello minore, Malharrao Gaekwad.
Durante il suo regno, lo stato di Baroda iniziò la costruzione della propria prima linea ferroviaria, nota col nome di Gaekwar's Baroda State Railway, a partire dal 1862.